# Christopher Boyes
Christopher Boyes (Frederick, 5 settembre 1968) è un tecnico del suono statunitense, nonché supervisore della registrazione sonora cinematografica ed esperto di montaggio sonoro. Nella sua carriera è stato nominato dieci volte all'Oscar, vincendolo in quattro occasioni.

## Carriera
Boyes studia cinematografia alla San Francisco State University, dove si laurea nel 1985. Comincia a lavorare nei film a partire dal 1991. Boyes è stato progettista del suono in molte pellicole di successo come Titanic, la trilogia del Signore degli Anelli, nella serie di Pirati dei Caraibi e anche nella trilogia di Iron Man e ha collaborato con registi famosi come Peter Jackson, James Cameron, Clint Eastwood e Gore Verbinski.

## Filmografia
- L'insostenibile leggerezza dell'essere (The Unbearable Lightness of Being), regia di Philip Kaufman (1988)
- Terminator 2 - Il giorno del giudizio (Terminator 2: Judgment Day), regia di James Cameron (1990)
- Fuoco assassino (Backdraft), regia di Ron Howard (1991)
- Effetto allucinante (Rush), regia di Lili Fini Zanuck (1991)
- Bugsy, regia di Barry Levinson (1991)
- Bolle di sapone (Soapdish), regia di Michael Hoffman (1991)
- Bingo - Senti chi abbaia (Bingo), regia di Matthew Robbins (1991)
- Toys - Giocattoli (Toys), regia di Barry Levinson (1992)
- Inserzione pericolosa (Single White Female), regia di Barbet Schroeder (1992)
- In mezzo scorre il fiume (A River Runs Through It), regia di Robert Redford (1992)
- Mrs. Doubtfire - Mammo per sempre (Mrs. Doubtfire), regia di Chris Columbus (1993)
- La voce del silenzio (House of Cards), regia di Michael Lessac (1993)
- Jurassic Park, regia di Steven Spielberg (1993)
- Fort Washington - Vita da cani (The Saint of Fort Washington), regia di Tim Hunter (1993)
- Le avventure del giovane Indiana Jones (The Young Indiana Jones Chronicles) – serie TV (1994)
- Quiz Show, regia di Robert Redford (1994)
- Benvenuti a Radioland (Radioland Murders), regia di Mel Smith (1994)
- Baby Birba - Un giorno in libertà (Baby's Day Out), regia di Patrick Read Johnson (1994)
- Trappola sulle Montagne Rocciose (Under Siege 2: Dark Territory), regia di Geoff Murphy (1995)
- Jumanji, regia di Joe Johnston (1995)
- Jade, regia di William Friedkin (1995)
- Casper, regia di Brad Silberling (1995)
- The Rock, regia di Michael Bay (1996)
- Nome in codice: Broken Arrow (Broken Arrow), regia di John Woo (1996)
- Mission: Impossible, regia di Brian De Palma (1996)
- L'eliminatore - Eraser (Eraser), regia di Chuck Russell (1996)
- James e la pesca gigante (James and the Giant Peach), regia di Henry Selick (1996)
- Body Troopers (Jakten på nyresteinen), regia di Vibeke Idsoe (1996)
- Vulcano - Los Angeles 1997 (Volcano), regia di Mick Jackson (1997)
- Titanic, regia di James Cameron (1997)
- Speed 2 - Senza limiti (Speed 2: Cruise Control), regia di Jan de Bont (1997)
- Il mondo perduto - Jurassic Park (The Lost World: Jurassic Park), regia di Steven Spielberg (1997)
- Con Air, regia di Simon West (1997)
- Nemico pubblico (Enemy of the State), regia di Tony Scott (1998)
- La spada magica - Alla ricerca di Camelot (Quest for Camelot), regia di Frederick Du Chau (1998)
- La grande onda (In God's Hands), regia di Zalman King (1998)
- Armageddon - Giudizio finale (Armageddon), regia di Michael Bay (1998)
- Lake Placid, regia di Steve Miner (1999)
- La mia adorabile nemica (Anywhere but Here), regia di Wayne Wang (1999)
- Il 13º guerriero (The 13th Warrior), regia di John McTiernan e Michael Crichton (1999)
- Big Daddy - Un papà speciale (Big Daddy), regia di Dennis Dugan (1999)
- Titan A.E., regia di Don Bluth e Gary Goldman (2000)
- Space Cowboys, regia di Clint Eastwood (2000)
- Le riserve (The Replacements) , regia di Howard Deutch (2000)
- Dracula's Legacy - Il fascino del male (Dracula 2000), regia di Patrick Lussier (2000)
- Dinosauri (Dinosaur), regia di Eric Leighton e Ralph Zondag (2000)
- Il Signore degli Anelli - La Compagnia dell'Anello (The Lord of the Rings: The Fellowship of the Ring), regia di Peter Jackson (2001)
- Jurassic Park III, regia di Joe Johnston (2001)
- Pearl Harbor, regia di Michael Bay (2001)
- Il Signore degli Anelli - Le due torri (The Lord of the Rings: The Two Towers), regia di Peter Jackson, (2002)
- Minority Report, regia di Steven Spielberg (2002)
- Lilo & Stitch, regia di Chris Sanders e Dean DeBlois (2002)
- I mattacchiorsi (The Country Bears), regia di Peter Hastings (2002)
- Debito di sangue (Blood Work), regia di Clint Eastwood (2002)
- Il Signore degli Anelli - Il ritorno del re (The Lord of the Rings: The Return of the King), regia di Peter Jackson (2003)
- La maledizione della prima luna (Pirates of Caribbean: The Curse of the Black Pearl), regia di Gore Verbinski (2003)
- Mystic River, regia di Clint Eastwood (2003)
- Ghosts of the Abyss, regia di James Cameron (2003)
- Sky Captain and the World of Tomorrow, regia di Kerry Conran (2004)
- Million Dollar Baby, regia di Clint Eastwood (2004)
- Catwoman, regia di Pitof (2004)
- xXx 2: The Next Level (xXx: State of the Union), regia di Lee Tamahori (2005)
- The Weather Man - L'uomo delle previsioni (The Weather Man), regia di Gore Verbinski (2005)
- King Kong, regia di Peter Jackson (2005)
- The Prize Winner of Defiance Ohio, regia di Jane Anderson (2005)
- Pirati dei Caraibi - La maledizione del forziere fantasma (Pirates of Caribbean: Dead Man's Chest), regia di Gore Verbinski (2006)
- The Darwin Awards - Suicidi accidentali per menti poco evolute (The Darwin Awards), regia di Finn Taylor (2006)
- SpongeBob - serie animata (2006)
- La tela di Carlotta (Charlotte's Web), regia di Gary Winick (2006)
- Soccer girl - Un sogno in gioco (Her Best Move), regia di Norm Hunter (2007)
- Pirati dei Caraibi - Ai confini del mondo (Pirates of Caribbean: At World's End), regia di Gore Verbinski (2007)
- Leoni per agnelli (Lions for Lambs), regia di Robert Redford (2007)
- Il mistero delle pagine perdute - National Treasure (National Treasure: Book of Secrets), regia di Jon Turteltaub (2007)
- Touching Home, regia di Logan Miller e Noah Miller (2008)
- Iron Man, regia di Jon Favreau (2008)
- Avatar, regia di James Cameron (2009)
- Pelham 123 - Ostaggi in metropolitana (The Taking of Pelham 123), regia di Tony Scott (2009)
- Amabili resti (The Lovely Bones), regia di Peter Jackson (2009)
- Tron: Legacy, regia di Joseph Kosinski (2010)
- Prince of Persia - Le sabbie del tempo (Prince of Persia: The Sands of Time), regia di Mike Newell (2010)
- L'apprendista stregone (The Sorcerer's Apprentice), regia di Jon Turteltaub (2010)
- Iron Man 2, regia di Jon Favreau (2010)
- Rango, regia di Gore Verbinski (2011)
- Pirati dei Caraibi - Oltre i confini del mare (Pirates of Caribbean: On Stranger Tides), regia di Rob Marshall (2011)
- Le avventure di Tintin - Il segreto dell'Unicorno (The Adventures of Tintin), regia di Steven Spielberg (2011)
- Cowboys & Aliens, regia di Jon Favreau (2011)
- The Avengers, regia di Joss Whedon (2012)
- Lo Hobbit - Un viaggio inaspettato (The Hobbit: An Unexpected Journey), regia di Peter Jackson (2012)
- Frankenweenie, regia di Tim Burton (2012)
- The Lone Ranger, regia di Gore Verbinski (2013)
- Lo Hobbit - La desolazione di Smaug (The Hobbit: The Desolation of Smaug), regia di Peter Jackson (2013)
- Chef - La ricetta perfetta (Chef), regia di Jon Favreau (2014)
- Guardiani della Galassia (Guardians of the Galaxy), regia di James Gunn (2014)
- Lo Hobbit - La battaglia delle cinque armate (The Hobbit: The Battle of the Five Armies), regia di Peter Jackson (2014)
- Jurassic World, regia di Colin Trevorrow (2015)
- Avengers: Age of Ultron, regia di Joss Whedon (2015)
- Il libro della giungla (The Jungle Book), regia di Jon Favreau (2016)
- Il drago invisibile (Pete's Dragon), regia di David Lowery (2016)
- Pirati dei Caraibi - La vendetta di Salazar (Pirates of the Caribbean: Dead Men Tell No Tales), regia di Joachim Rønning ed Espen Sandberg (2017)